# Miletus gardineri
Miletus gardineri är en fjärilsart som beskrevs av Hans Fruhstorfer 1914. Miletus gardineri ingår i släktet Miletus och familjen juvelvingar. Inga underarter finns listade i Catalogue of Life.